# 第一夫人峰会
第一夫人峰会（英語：The First Ladies Summit）论坛是马来西亚的初步构想。宗旨是为了得到各国家的积极响应以针对世界儿童面对的问题，进行深入的讨论并发表联合公报。到此为止，这是第一次由一位总理夫人倡议举行的世界性会议。
首届第一夫人峰会於2010年8月10日至13日在马来西亚首都吉隆坡举行，共有15位第一夫人、6位第一夫人代理人及21位女性部長出席。该论坛後續将每两年举行一次首脑会议。